# Bernardo Bader
Bernardo Bader (* 1974 in Lingenau) ist ein österreichischer Architekt und Akademieprofessor.

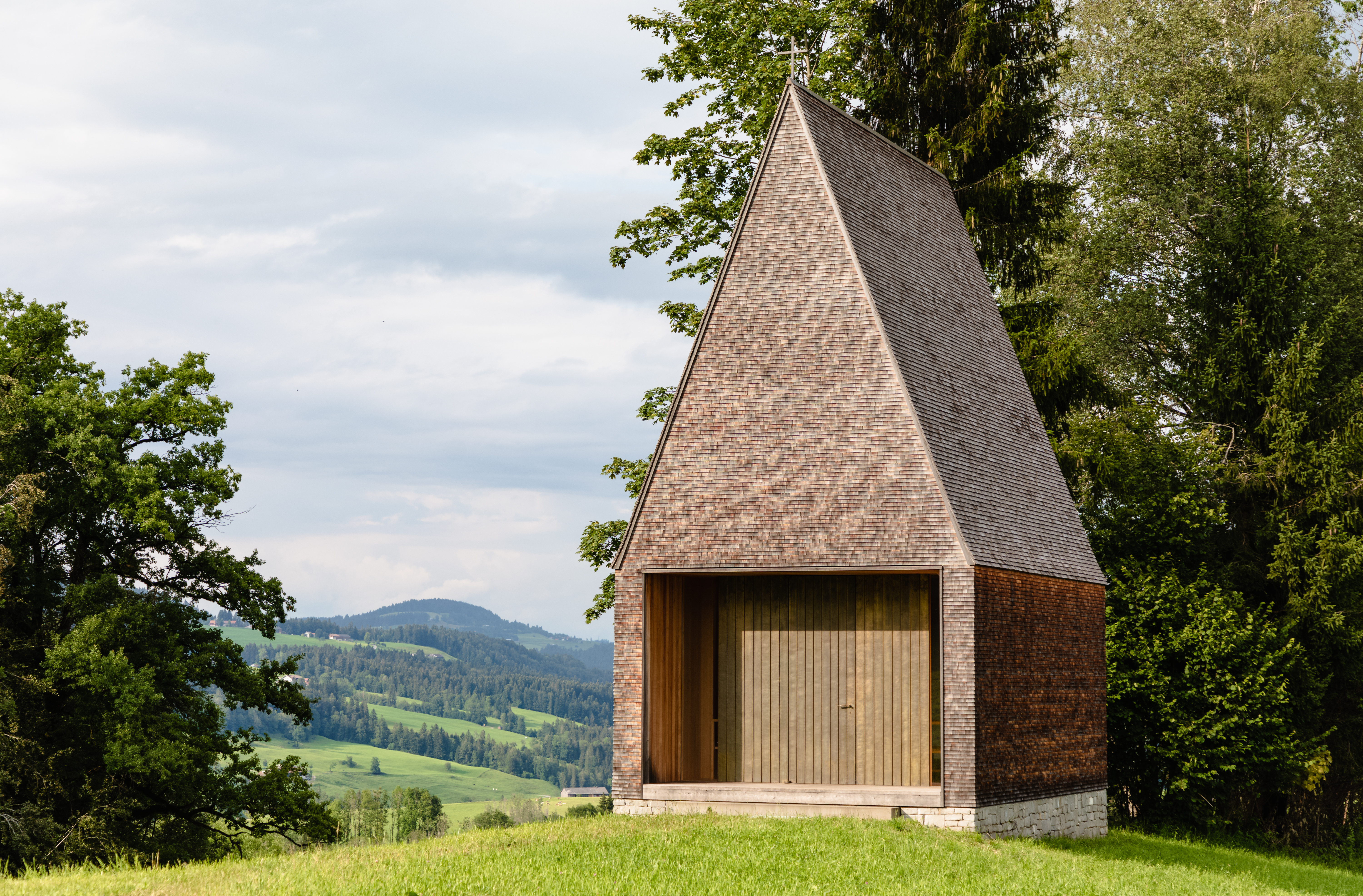
Lourdeskapelle Salgenreute

## Werdegang
Bernardo Bader studierte bis 2001 Architektur an der Universität Innsbruck und arbeitete zwischen 1998 und 1999 bei Dietmar Feichtinger in Paris. Nach seinem Diplom gründete er 2003 ein Architekturbüro in Dornbirn und seit 2019 dazu in Bregenz. Bader lehrte an der Universität Liechtenstein, der FHS St. Gallen und seit 2023 an der Akademie der Bildenden Künste München. 
Architektursprache
Bader ist ein Vertreter des kritischen Regionalismus, einem progressiven Ansatz zur Designarchitektur. Er beachtet funktionale und regionale Besonderheiten im Entwurf, indem er geographischen und kulturellen Kontexte, sowohl Aspekte der Tradition in seinem Entwurf einbaut. Seine Projekte reflektieren die „materielle Kultur“ der Region. Das traditionelle Material Holz, welches von lokalen Handwerkern produziert und verarbeitet wird, spiegelt die Identität des Ortes wider.

## Bauten
- 2023 Kinderhaus im Park Egg

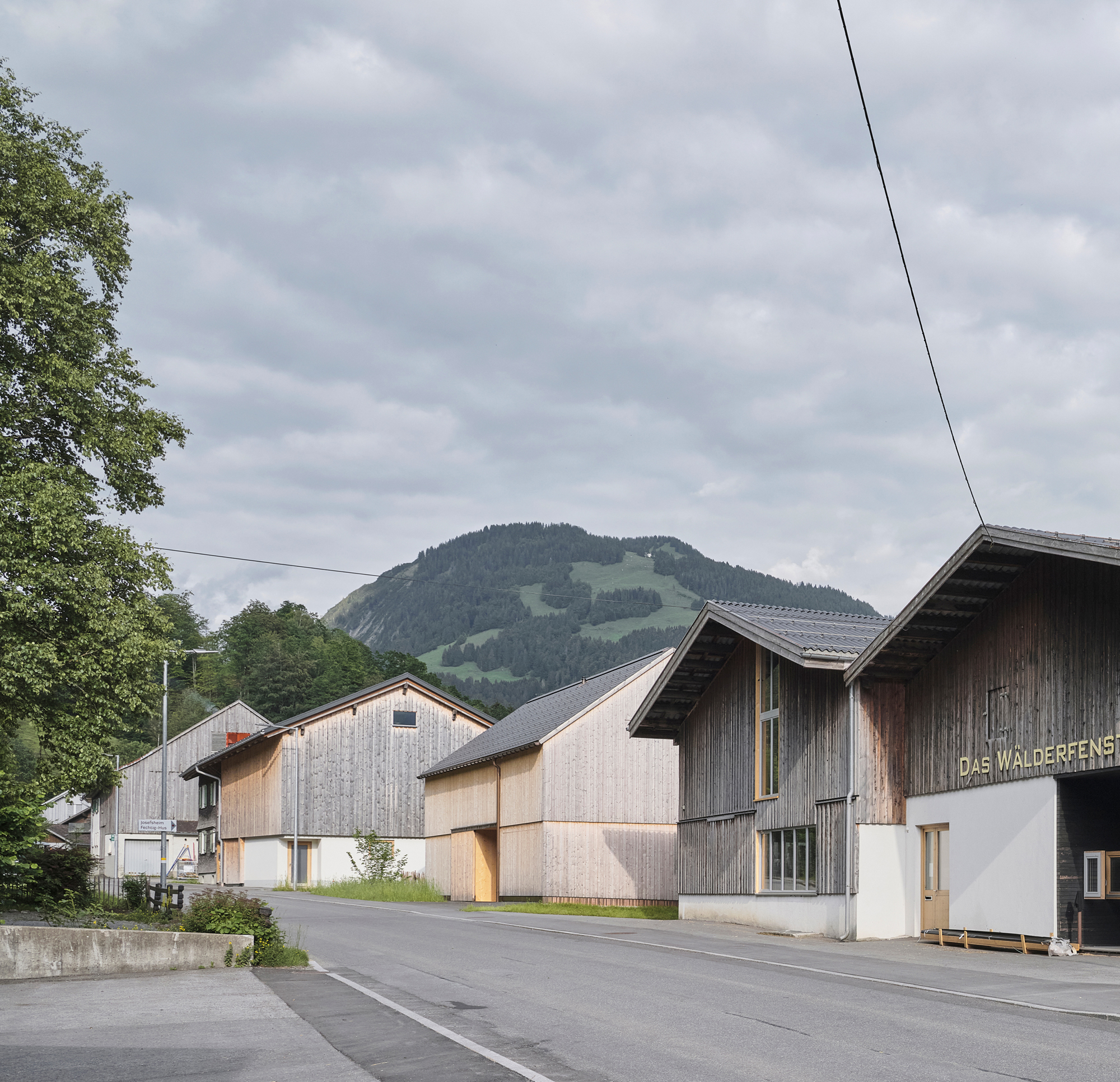
Haus Unterdorf, Bizau

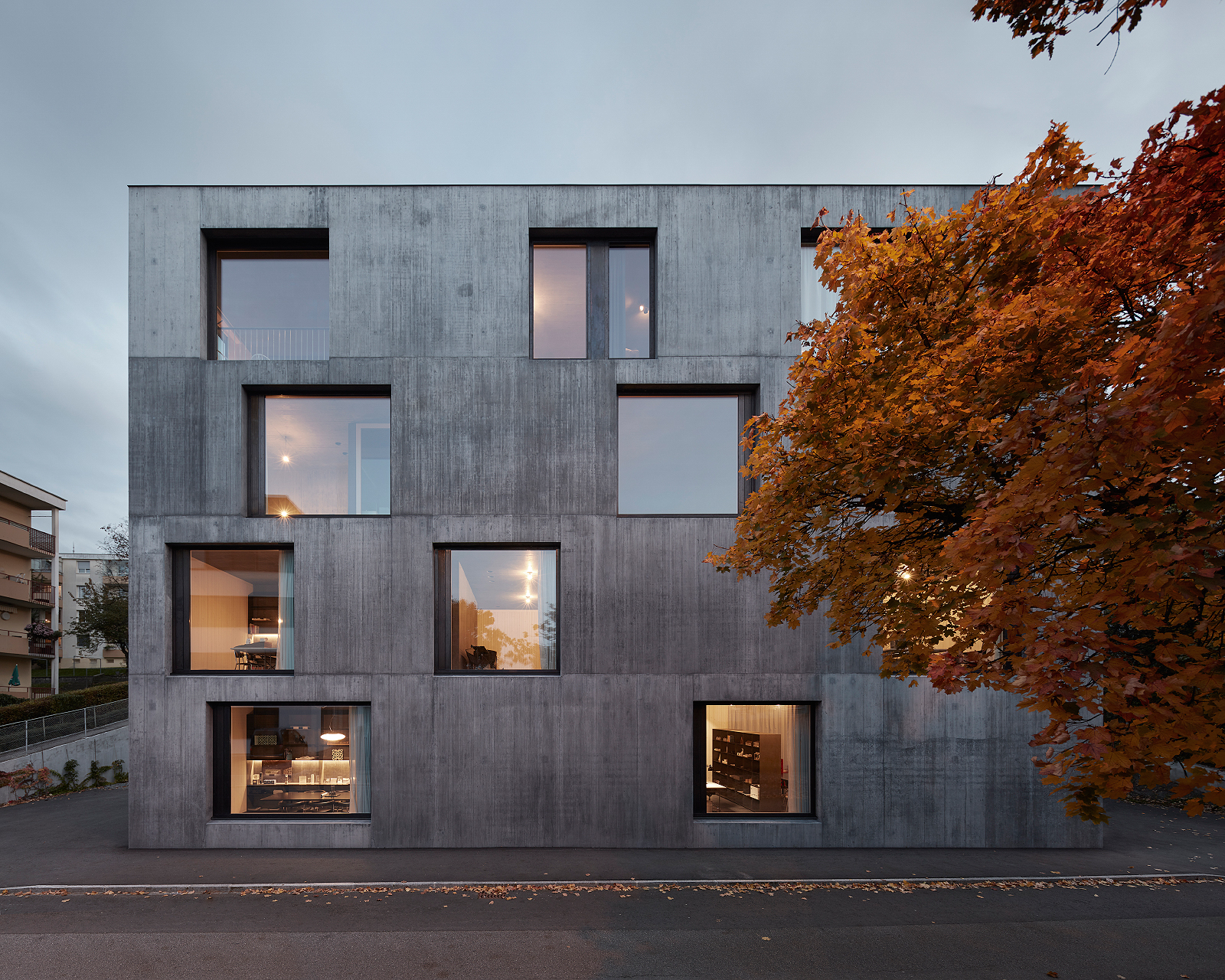
Haus an der Klostergasse, Bregenz

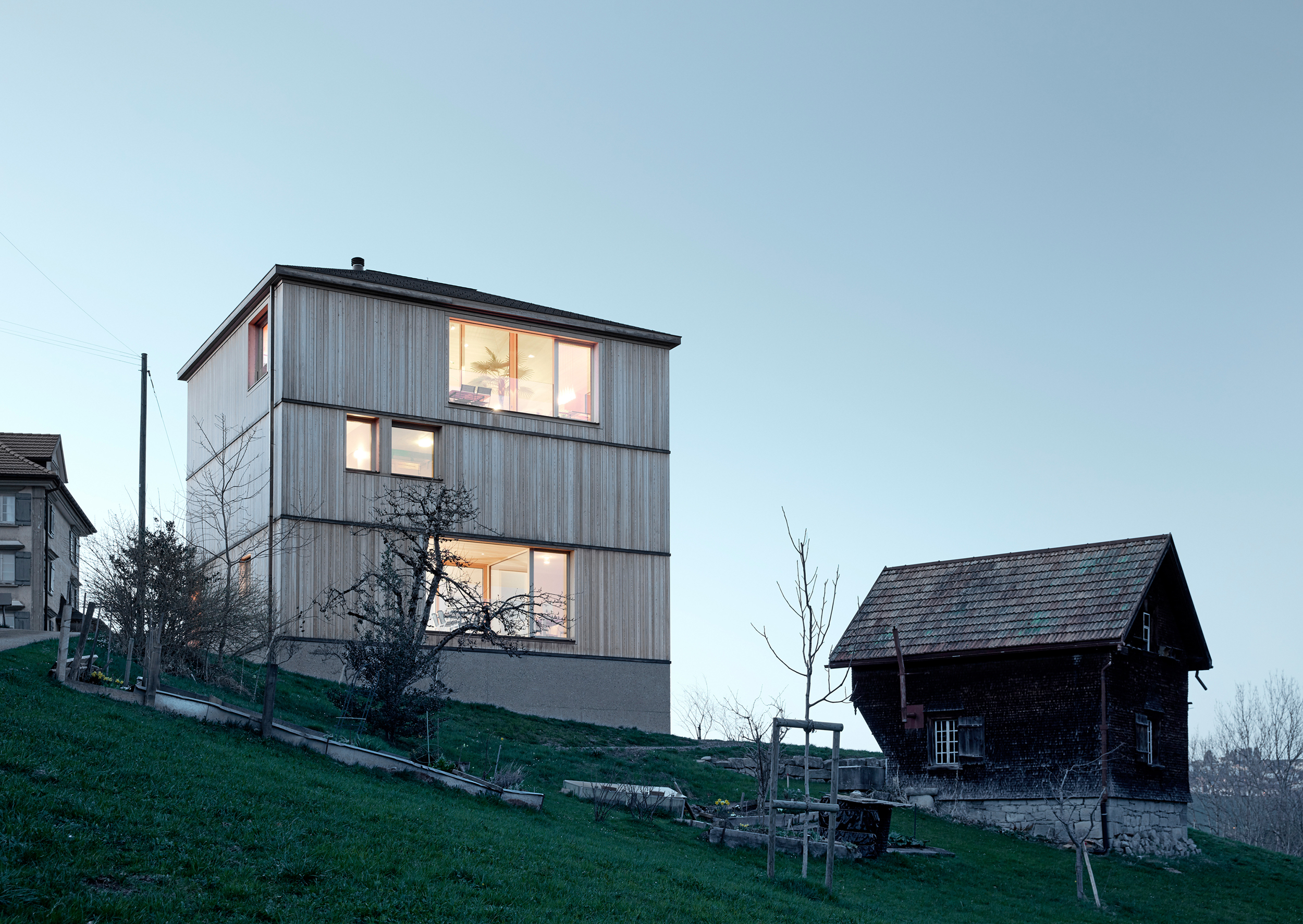
Haus am Schopfacker, Trogen AR

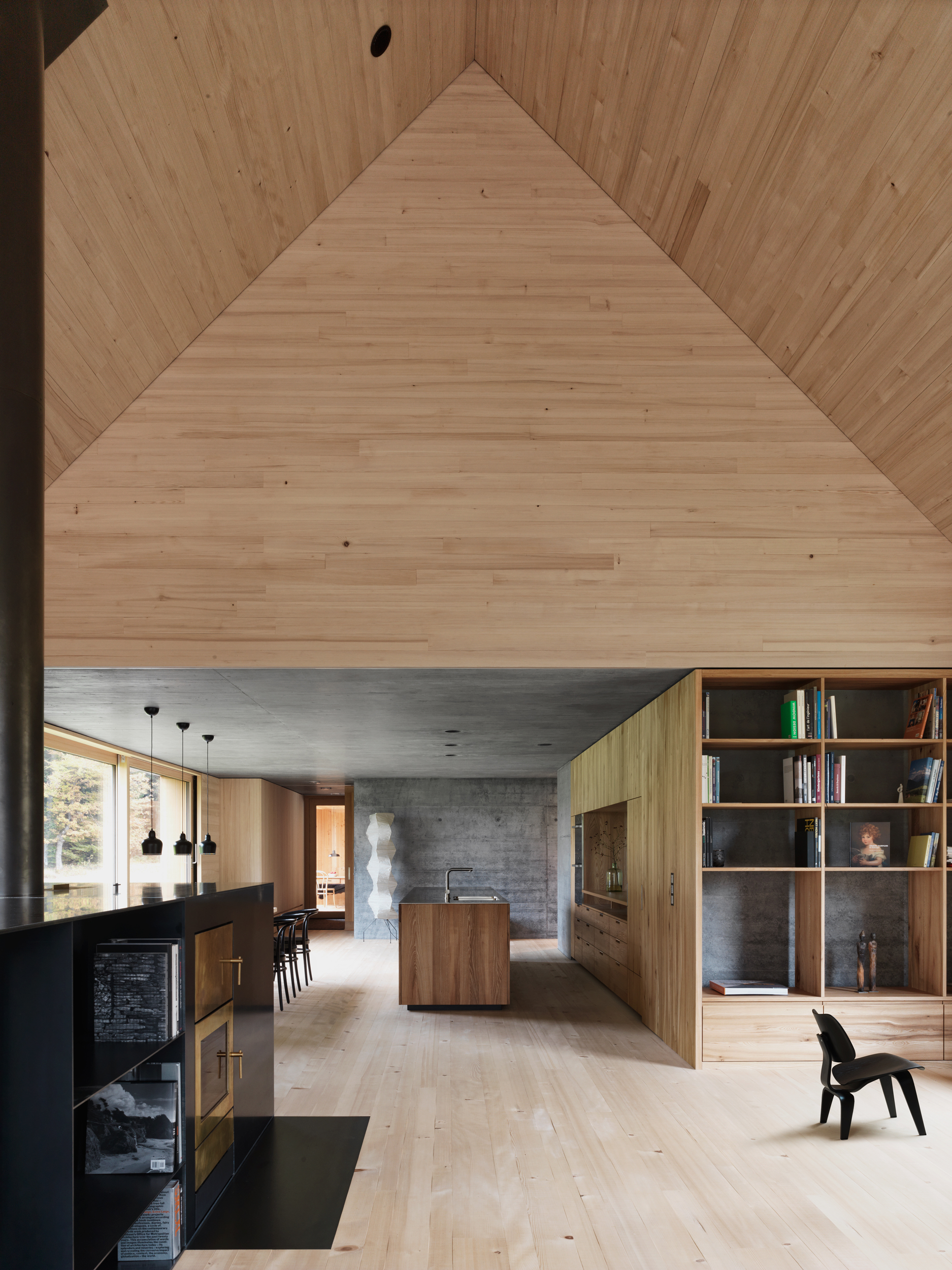
Haus am Moor, Krumbach

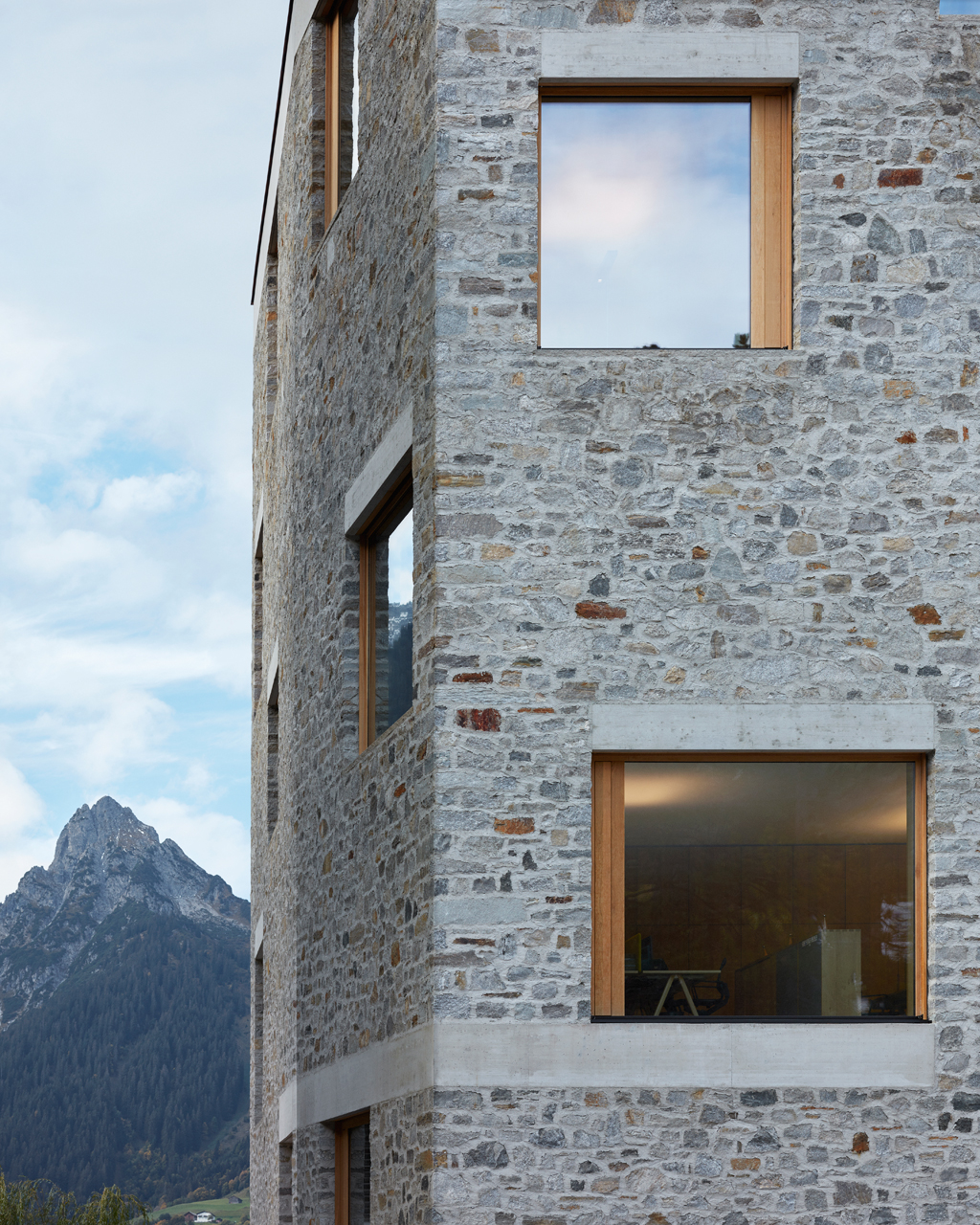
Objekt Alpin Sport, Schruns

- 2022 Wohnen am Bergäcker Feldkirch
- 2020 Kindergarten am Schlatt Lustenau
- 2019 Atelier Klostergasse Bregenz
- 2018 Kindergarten Sontheim Heilbronn
- 2018 Haus im Unterdorf Bizau
- 2018 Alpin Sport Zentrum Schruns
- 2018 Revitalisierung Altstadt (Markstraße&Harrachgasse) Hohenems
- 2017 Kinderhaus am Entenbach Lauterach
- 2016 Haus am Schopfacker Trogen
- 2016 Lourdeskapelle Salgenreute Krumbach
- 2016 Haus am Stürcher Wald Laterns
- 2016 Skihütte Wolf Lech
- 2016 Haus am Bäumle Lochau
- 2014 Dorfhaus Steinberg am Rofan
- 2014 Kindergarten am Wiesenbach Schlins
- 2013 Haus am Moor Krumbach
- 2013 Kindergarten Susi Weigel Bludenz
- 2012 Islamischer Friedhof Altach
- 2011 Raumschicht Sütten Hittisau
- 2010 Haus im Feld Sulz
- 2009 Kindergarten Dorf Bizau
- 2007 Umbau Gasthof Krone Hittisau
- 2002 Clubhaus Krumbach

## Auszeichnungen und Preise
- 2024 Staatspreis Architektur und Nachhaltigkeit für die Revitalisierung der Altstadt Hohenems
- 2023 Österreichischer Bauherrenpreis für die Revitalisierung der Altstadt Hohenems
- 2023 Klima:Aktiv in Gold für Wohnen Schnoran Doren
- 2022 Swiss Architectural Award: Nominierung für Bernardo Bader
- 2021 Mies von der Rohe Award: Nominierung für Atelier Klostergasse
- 2021 European Prize for Architecture (Philippe Rotthier): Anerkennung für Kapelle Salgenreute
- 2020 Hugo Häring Auszeichnung für die Kindertagesstätte Anne Frank
- 2020 Constructive Alps: Nominierung für Haus am Schopfacker
- 2020 Swiss Architectural Award: Nominierung für Bernardo Bader
- 2019 Häuser des Jahres: Anerkennung für Haus am Schopfacker
- 2018 Mies von der Rohe Award: Nominierung für Alpin Sport Zentrum
- 2017 Best Architects 18 Award Gold für Lourdeskapelle Salgenreute
- 2017 Piranesi Award für Kapelle Salgenreute
- 2017 Österreichischer Bauherrenpreis für Kapelle Salgenreute
- 2017 Häuser des Jahres: Anerkennung für Haus am Stürcherwald
- 2017 Best Architects Award: Gold für Kapelle Salgenreute
- 2016 Häuser Award für Haus Kaltschmieden[5][6]
- 2015 Constructive Alps: 1. Preis für Pfarrhaus Krumach[7]
- 2015 Häuser des Jahres: 1. Preis für Behauste Scheune Doren
- 2014 Europe 40 Under 40
- 2013 Aga Khan Award for Architecture für Islamischen Friedhof Altach
- 2013 Österreichischer Bauherrenpreis für Islamischen Friedhof Altach[8][9]
- 2011 Constructive Alps: 2. Preis für Umbau Gasthof Krone
- 2007 Weißenhof Architekturförderpreis

## Ehemalige Mitarbeiter
- Sven Matt

## Bücher
- Kapelle Salgenreute-Bernado Bader Architekten: Kunsthaus Bregenz Verlag, Dezember 2016.
- a.mag 11: Bechter Zaffignani Architekten I Innauer Matt Architekten I Bernado Bader Architekten, AMAG Magazine, Matosinhos, 2017.
- Heinz Wirz (Hg.): Bernardo Bader. 17. Band der Reihe De aedibus international. Quart Verlag, Luzern 2019, ISBN 978-3-03761-208-8.
- El Croquis 202: Bernado Bader, el croquis Editorial, 2019; ISBN 978-84-120034-4-4.
- a+u 2022:02 Feature: Bernardo Bader